# Prunus tuberculata
Prunus tuberculata är en rosväxtart som beskrevs av Emil Bernhard Koehne. Prunus tuberculata ingår i släktet prunusar, och familjen rosväxter. Inga underarter finns listade i Catalogue of Life.